# 孟卫东 (音乐家)
孟卫东（1953年—），男，中国大陆作曲家、音乐家，一级作曲，现任中国铁路文工团副总团长，中国音乐家协会理事、创作委员会副主任。

## 荣誉
2019年8月24日，孟卫东成为中央电视台《中国文艺》向经典致敬节目的致敬人物。

## 主要作品
- 大型歌剧《雷雨》
- 大型歌剧《家》
- 歌剧《方志敏（英语：Fang Zhimin (opera)）》
- 民族歌剧《山海情》
- 《同一首歌》
- 《伏尔加日记》、《开发大西南》、《血色清晨》等影片主题曲
- 《黄山》主题曲《连心锁》
- 《新闻联播》主题曲（1988年至今）[2]
- 《大风车》主题曲
- 2017年六一晚会主题曲《花儿向阳开》
- 2019年六一晚会主题曲《快乐向未来》